# جورج ويت (سياسي)
جورج ويت هو سياسي أمريكي، ولد في 20 يناير 1863، وتوفي في 10 يناير 1925 في مقاطعة لينكون في الولايات المتحدة. نشط حزبياً في الحزب الجمهوري.